# Bālā Qīyeh
Bālā Qīyeh (persiska: Bālī Qayah, بالا قیه, بالی قیه) är en ort i Iran.   Den ligger i provinsen Östazarbaijan, i den nordvästra delen av landet, 500 km väster om huvudstaden Teheran. Bālā Qīyeh ligger 1 932 meter över havet och antalet invånare är 152.
Terrängen runt Bālā Qīyeh är kuperad åt sydväst, men åt nordost är den platt. Terrängen runt Bālā Qīyeh sluttar västerut. Runt Bālā Qīyeh är det ganska glesbefolkat, med 47 invånare per kvadratkilometer. Närmaste större samhälle är Nāder Golī, 19,1 km sydväst om Bālā Qīyeh. Trakten runt Bālā Qīyeh består i huvudsak av gräsmarker.